# Aleksandr Baširov
Aleksandr Baširov (24 settembre 1955) è un attore e regista sovietico, dal 1991 russo.

## Filmografia

### Regista
- Železnaja pjata oligarchii (1999)